# 凰村镇
凰村镇，是中华人民共和国江西省九江市湖口县下辖的一个乡镇级行政单位。位于湖口县东部偏北，紧挨湖口县城区。

## 建置沿革
- 1958年10月，凰村人民公社成立。
- 1984年6月，凰村公社改凰村乡。
- 2020年10月，凰村撤乡设镇。[2]

## 行政区划
凰村镇下辖以下地区：
凰村、凰舞村、双桥村、四官村、新丰村、西山村、龙山村、向阳村、花园村和新庆村。